# Eupithecia nebulosa
Eupithecia nebulosa är en fjärilsart som beskrevs av George Duryea Hulst 1896. Eupithecia nebulosa ingår i släktet Eupithecia och familjen mätare. Inga underarter finns listade i Catalogue of Life.